# زلاتكو بونيف
زلاتكو بونيف هو لاعب كرة قدم بلغاري في مركز الوسط، ولد في 8 أبريل 1994 في بلغاريا. لعب مع لودوغورتس رازغراد.

## وصلات خارجية
- زلاتكو بونيف على موقع قاعدة بيانات كرة القدم.إي يو (الإنجليزية)
- زلاتكو بونيف على موقع Soccerway.com (الإنجليزية)